# Platea (teatro)

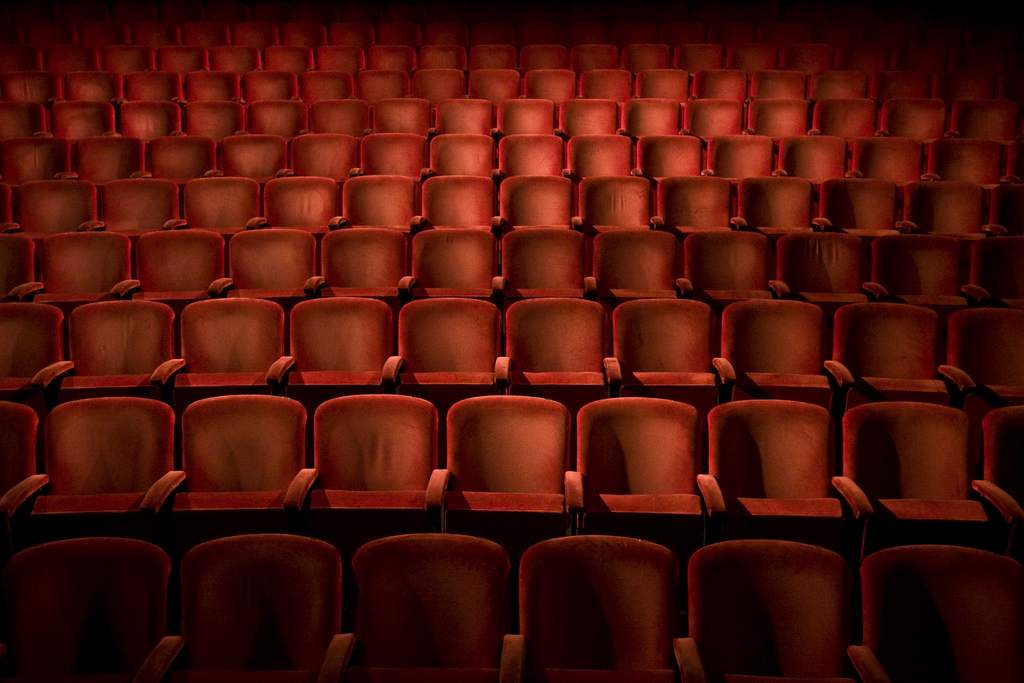
Butacas de la platea del Teatro Alvear (Buenos Aires, Argentina).

Platea, patio de butacas y, originalmente, patio son los nombres que recibe la parte baja de un local destinado a representar espectáculos y, en concreto, en el edificio teatral. La etimología de platea no admite error: del latín «platea». La misma palabra en italiano delata en qué momento aparece en el contexto teatral, es decir, con la innovación arquitectónica de los teatros "a la italiana". En el espacio de los teatros tradicionales se llaman palcos de platea a los más cercanos al escenario o a su mismo nivel.

## Evolución histórica del patio teatral
El precedente greco-romano del anfiteatro como espacio ocupado por el público en los edificios e instalaciones dedicadas al espectáculo derivó a lo largo de la Edad Media en diferentes modelos, muy primitivos, de lo que con el paso de los siglos constituirían los teatros.

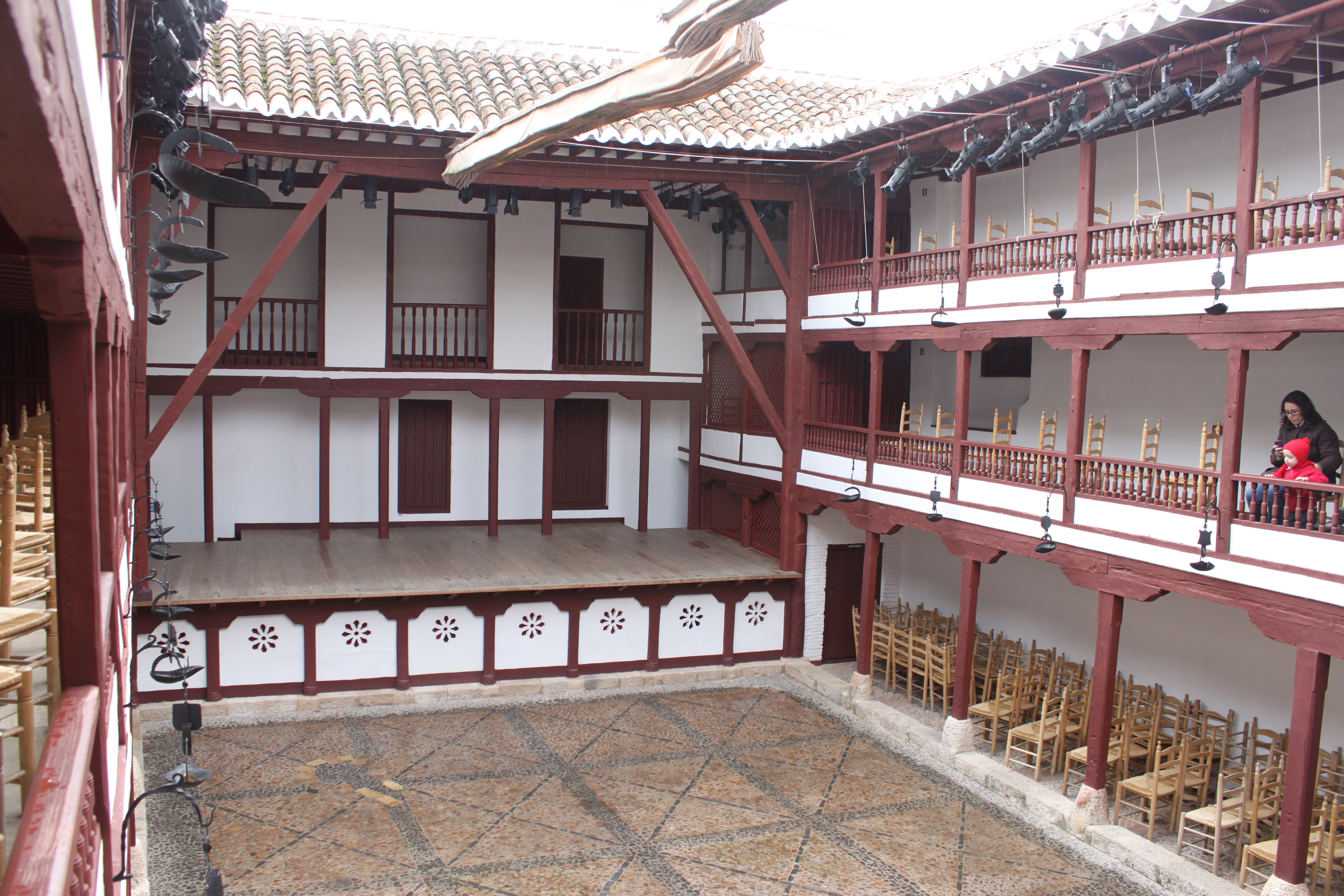
Patio y galerías del Corral de comedias de Almagro.

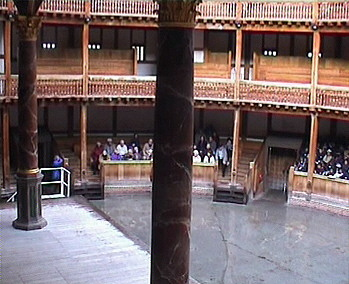
Platea y parte de las gradas y galerías del Globe Theatre, vistos desde el escenario.

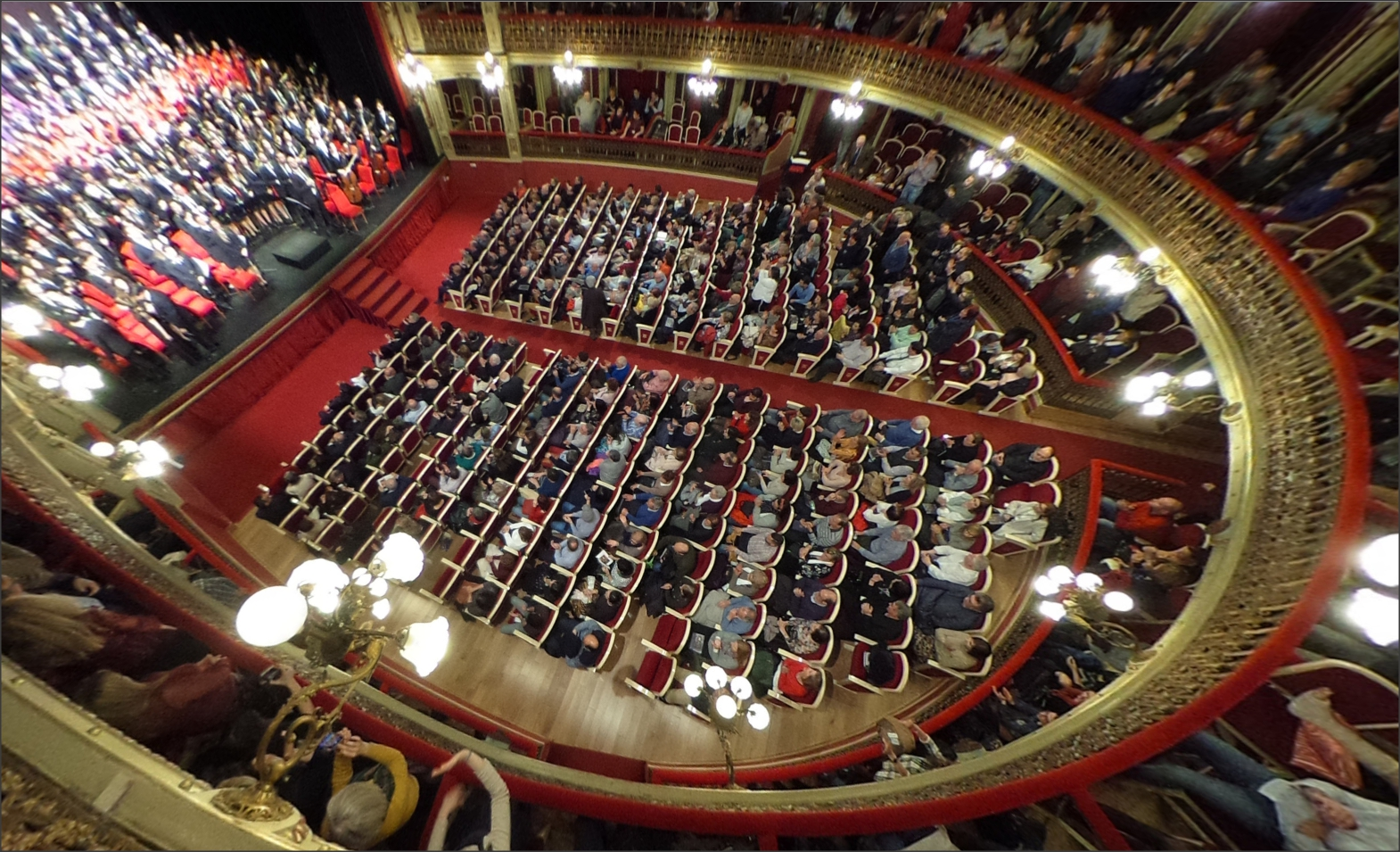
Teatro Romea (Murcia) - Platea
Pulse para visión omniorámica

Puede hablarse de los corrales españoles como de uno de los primeros locales permanentes dedicados a representaciones dramáticas, al final del siglo XVI. Otro edificio similar acogió al teatro isabelino en Inglaterra. En ellos, el público se repartía entre las galerías o balcones y el patio. Este, cuando no había función, se usaba como patio de corral.

### Distribución de localidades
De un documento de 1603, se deduce que las "localidades de patio" eran las más económicas y, a un tiempo, las más rentables para el "empresario" de turno; la distribución y su recaudación correspondiente en la función del 10 de agosto fueron como sigue:

"...las mujeres en la cazuela (en la pared opuesta al escenario), 97 reales; los hombres en el patio, gradas, bancos, etc, 119 reales; los aposentos y desvanes, 48 reales; las celosías y rejas, 18 reales. En total: 282 reales".

El siglo XVIII y la evolución arquitectónica de los teatros europeos llenaron de asientos las plateas. El espectáculo dramático se había refinado y la sociedad que lo frecuentaba también. Por fin, en la segunda mitad del siglo XIX, la platea del modelo teatral italiano se configuró definitivamente como patio de butacas.

### La descripción de Díaz de Escobar y Lasso de la Vega
Narciso Díaz de Escovar y Francisco de Paula Lasso de la Vega dejaron una excelente descripción que ayuda a imaginar el espacio del patio (futura platea) en el conjunto total del edificio teatral renacentista:

"En un principio el teatro fue un simple tablado; luego se establecieron los corrales, donde se levantaba también un pequeño tablado, cuyo proscenio (la embocadura del escenario) ocupaba una orquesta cuando la comedia lo requería; delante de él se ordenaban unos bancos reservados para los que adquirían billetes personales, y detrás se colocaba el pueblo, de pié y al aire libre, por otros nombres: infantería (por su postura necesariamente erguida) y mosqueteros (que eran los que habitualmente ocupaban la parte trasera y más bulliciosa del patio, sector del público que más tarde se trasladó al gallinero o al paraíso de los teatros a la italiana). Detrás de los mosqueteros había gradas para los hombres y la cazuela donde se apiñaban las mujeres. Por encima de todo ello, ocupando los costados y el fondo del corral, se encontraban los desvanes y aposentos, con palcos y balcones en que se colocaban gran número de damas y galanes, que constituían la parte más florida del concurso".